# SnIpe

〈snIpe〉는 KOTOKO의 싱글로 2009년 6월 24일에 제네온 유니버설 엔터테인먼트 재팬을 통해 발매되었다.

## 개요
이번에는 다른 작품과 달리 통상판·초회한정판 2종류로 판매하지 않고, CD와 DVD가 동봉되어 판매하는 형식으로 발매되었다.

## 수록 곡
1. snIpe [5:05]
작사 : KOTOKO／작곡・편곡 : 이우치 마이코
2. Close to me…-I'VE in BUDOKAN 2009 Live Ver.- [3:42]
작사 : KOTOKO/작곡・편곡 : 다카세 가즈야
3. snIpe (Instrumental)